# Masters de Snooker de 2023
O Masters de 2023, também conhecido oficialmente como 2023 Cazoo Masters, foi um torneio profissional de snooker sem pontuação para o ranking que aconteceu de 8 a 15 de janeiro de 2023 no Alexandra Palace em Londres, na Inglaterra. Foi a 49ª edição do Masters, realizado pela primeira vez em 1975, e a segunda de três eventos da "Tríplice Coroa" (em inglês:  ''Triple Crown) na temporada de snooker de 2022–23, após o Campeonato do Reino Unido de 2022 e antes do Campeonato Mundial de Snooker de 2023. Organizado pela World Snooker Tour e patrocinado pela varejista britânica de automóveis Cazoo, o torneio foi transmitido localmente pela BBC e pela Eurosport no restante da Europa. O vencedor recebeu 250 mil libras esterlinas de uma premiação total de 725 mil libras esterlinas.
Os 16 melhores jogadores do ranking mundial de snooker após o Campeonato do Reino Unido receberam convites para o evento. No entanto, o órgão regulador do esporte, a Associação Mundial de Bilhar e Snooker Profissional (em inglês:  World Professional Billiards and Snooker Association – sigla: WPBSA), posteriormente suspendeu os convites dos chineses Yan Bingtao e Zhao Xintong da competição profissional em meio a uma investigação de manipulação de resultados. Yan foi substituído por David Gilbert. Zhao foi substituído por Hossein Vafaei, que foi o único estreante no Masters e o primeiro iraniano a disputar o torneio.
O defensor do título foi o australiano Neil Robertson, que derrotou Barry Hawkins por 10–4 na final de 2022, no entanto, a defesa acabou já no primeiro dia do torneio, quando o australiano perdeu por 4–6 para Shaun Murphy. Mark Williams chegou à final do torneio pela primeira vez em 20 anos, tornando-se o finalista mais velho desde Ray Reardon em 1983. Judd Trump derrotou Williams por 10–8 na final para conquistar seu segundo título do Masters, tornando-se o 11º jogador a ganhar o título mais de uma vez. Houve 30 century breaks no torneio. O prêmio de maior break foi compartilhado por Trump, Vafaei e Williams, que fizeram breaks de 143 pontos em suas partidas das quartas de final.

## Visão geral
O Masters é um torneio de snooker não pontuável para o ranking que foi realizado pela primeira vez em 1975 para dez jogadores convidados no West Centre Hotel em Londres. Ray Reardon venceu o evento inaugural, derrotando John Spencer no frame decisivo da final. O Masters é agora o segundo torneio de snooker profissional mais antigo, atrás apenas do Campeonato Mundial de Snooker. O jogador mais bem sucedido do torneio é Ronnie O'Sullivan, que conquistou o título sete vezes, sendo o de 2017 o mais recente.
Organizado pela World Snooker Tour, o evento de 2023 é a 49ª edição do torneio. O segundo evento da "Tríplice Coroa" da temporada de snooker de 2022–23, acontecendo após o Campeonato do Reino Unido de 2022 e antes do Campeonato Mundial de 2023, é realizado de 8 a 15 de janeiro de 2023 no Alexandra Palace em Londres. As partidas são disputadas no melhor de 11 frames até a final, que será disputada no melhor de 19 frames em duas sessões. O evento é patrocinado pela segunda vez pela varejista de automóveis Cazoo, que substituiu o patrocinador anterior do evento, a casa de apostas Betfred, em 2022.
O torneio é transmitido ao vivo no Reino Unido pela BBC Sport e na Europa pela Eurosport. Será transmitido na China pela China Central Television e Superstars Online, e em streaming pela Huya, Youku, Migu, Douyin e Kuaishou. Será transmitido pela Now TV em Hong Kong, pela DAZN no Brasil e nos Estados Unidos, pela Fastsports HD no Paquistão, pela Astro SuperSport na Malásia, pela Sport Cast no Taiwan e Indonésia, pela TrueVisions na Tailândia e pela Premier Sports Network e TapGO nas Filipinas. Em outros países do mundo, o evento será transmitido em streaming pela Matchroom Sport.

### Participantes
Os 16 jogadores com as melhores posições no ranking após o Campeonato do Reino Unido de 2022 foram convidados a participar do torneio. O defensor do título é o australiano Neil Robertson, que venceu o Masters de 2022 ao derrotar o inglês Barry Hawkins por 10–4 na final. Robertson foi o primeiro cabeça de chave para o evento como o defensor do título, enquanto O'Sullivan foi o segundo cabeça de chave como o defensor do título mundial. Os próximos seis jogadores no ranking mundial foram os outros cabeças de chaves e os oito participantes restantes foram sorteados aleatoriamente para as vagas restantes das 8 chaves. O sorteio da primeira rodada foi feito durante a final do Campeonato do Reino Unido, que foi disputada por Mark Allen e Ding Junhui em 20 de novembro de 2022.
Ding teria entrado novamente no top 16 e sido convidado para o evento se tivesse vencido o Campeonato do Reino Unido, mas Allen o derrotou na final do Reino Unido e a última vaga do Masters foi para o campeão do Masters de 2021, o chinês Yan Bingtao, que ficou em 16º lugar no ranking mundial. Yan foi sorteado para enfrentar o sétimo cabeça de chave Mark Williams. No entanto, em 12 de dezembro de 2022, a Associação Mundial de Bilhar e Snooker Profissional (em inglês:  World Professional Billiards and Snooker Association – sigla: WPBSA) suspendeu Yan em meio a uma investigação de manipulação de resultados, tornando-o inelegível para competir ou participar de qualquer evento do World Snooker Tour. David Gilbert, 17º lugar no ranking do mundo após o Campeonato do Reino Unido, substituiu Yan na chave. Em 3 de janeiro de 2023, a WPBSA suspendeu Zhao Xintong, que havia sido sorteado contra o terceiro cabeça de chave Mark Selby na primeira rodada, como parte da mesma investigação. Hossein Vafaei, 18º do ranking mundial após o Campeonato do Reino Unido, substituiu Zhao na chave. Vafaei fará sua estreia no Masters, tornando-se o primeiro jogador iraniano a competir no torneio. Será a primeira edição do torneio desde 2003 sem competidores chineses.

### Premiação
O evento tem um premiação total de 725 mil libras esterlinas, sendo 250 mil libras esterlinas a parte dedicada ao campeão. A distribuição dos prêmios (prize money) para o evento é a seguinte:
| Posição                               | Prêmio                    |
| ------------------------------------- | ------------------------- |
| Campeão                               | 250 000 libras esterlinas |
| Vice-campeão                          | 100 000 libras esterlinas |
| 3–4 (perdedores das semifinais)       | 60 000 libras esterlinas  |
| 5–8 (perdedores das quartas de final) | 30 000 libras esterlinas  |
| 9–16 (perdedores da primeira rodada)  | 15 000 libras esterlinas  |
| Maior break                           | 15 000 libras esterlinas  |
| Total                                 | 725 000 libras esterlinas |

## Resumo

### Primeira rodada
A primeira rodada foi disputada de 8 a 11 de janeiro no melhor de 11 frames. Em 8 de janeiro, na partida de abertura, o inglês Shaun Murphy, 11º no ranking mundial, enfrentou o defensor do título o australiano Neil Robertson, número 3 no ranking do mundo, que venceu o primeiro frame. Murphy então venceu cinco frames consecutivos, com direito a century break ("centenária", ou seja, break [ou entrada] de 100 ou mais pontos) de 100 pontos no frame seis. Robertson se recuperou e venceu os três seguintes, incluindo uma tentativa de break máximo (break [ou entrada] de 147 pontos) no nono frame, que terminou quando ele perdeu a 14ª bola vermelha. Perdendo por 4–5, Robertson teve chances no décimo para forçar um frame decisivo, mas perdeu um tiro importante na bola azul depois de encaçapar a penúltima bola vermelha, o que permitiu a Murphy vencer o frame e conquistar uma vitória por 6–4. Após o jogo, Robertson disse que uma forte gripe afetou sua preparação para o evento, bem como seu desempenho na partida. Na segunda e última partida do dia, o estreante da competição, o iraniano Hossein Vafaei, 19º no ranking do mundo, enfrentou o tricampeão da prova, o inglês Mark Selby, número 2 do ranking mundial. As pontuações estavam empatadas em 2–2 no intervalo do meio da sessão, mas Vafaei venceu todos os quatro frames após o intervalo para uma vitória por 6–2, sendo a terceira vez consecutiva que ele derrotou Selby. Vafaei fez dois centuries ("centenárias") e três breaks de mais de 50 pontos na partida. A derrota na primeira rodada deu continuidade à série de maus desempenhos de Selby no Masters, onde não chega à semifinal desde 2014.
No segundo dia do torneio, o belga Luca Brecel enfrentou o inglês número um do mundo Ronnie O'Sullivan, que venceu o primeiro frame com um break de 97 pontos, o inglês ainda aproveitou erros de seu oponente e venceu o segundo e o terceiro frame. Embora Brecel tenha feito um century break para vencer o quarto frame, O'Sullivan respondeu com centuries consecutivos de 134 e 104 antes de selar uma vitória por 6–1 no sétimo frame de nove possíveis. Após o jogo, O'Sullivan comentou: "Não é fácil jogar sob pressão e eu senti que Luca se sentia um pouco desconfortável e tentei tirar o máximo proveito disso e punir cada erro que ele cometeu". No outro jogo do dia, o inglês Jack Lisowski, que havia vencido apenas quatro frames em suas três participações anteriores no Masters, enfrentou o escocês duas vezes campeão do torneio John Higgins, que estava jogando o torneio pela 29ª vez, um recorde. Lisowski venceu os dois primeiros frames antes de Higgins vencer o terceiro com uma break de 142. Lisowski venceu o quarto com um break de 88, Higgins conquistou o quinto com um break de 79 e Lisowski fez um century no sexto para abrir vantagem no placar em 4–2. No sétimo frame, Higgins construiu uma vantagem de 55 pontos antes de errar uma vermelha no bolso do meio; Lisowski venceu o frame após uma disputa cautelosa pela última vermelha. Higgins tentou uma break máximo no frame oito, mas perdeu a nona preta; Lisowski tentou um contra-ataque, mas errou a última vermelha, permitindo que Higgins ganhasse o frame. Lisowski conquistou sua primeira vitória no Masters no nono frame, anotando um break de 93 para vencer por 6–3.
O vencedor do Masters de 2018, Allen, enfrentou o duas vezes vice-campeão Hawkins, que perdia por 55 pontos no primeiro frame, mas se recuperou para vencer nas bolas coloridas. Hawkins venceu os dois seguintes com breaks de 76 e 114 e venceu o quarto frame nas coloridas. Hawkins ganhou o quinto frame com breaks de 45 e 41. No sexto, Allen cometeu um erro de segurança com duas vermelhas restantes e deixou Hawkins vencer e fechar a vitória em 6–0. Foi a quinta derrota consecutiva de Allen na primeira rodada desde que venceu o torneio, e também fez dele o quarto campeão consecutivo do Reino Unido a perder na primeira rodada do Masters. Allen elogiou o jogo de segurança de Hawkins, dizendo: "Foi provavelmente um dos melhores desempenhos de segurança contra o qual já joguei como profissional". No outro jogo, o bicampeão Williams começou de forma avassaladora contra Gilbert com centuries consecutivos de 126 e 127, seguidos por um 95 no frame três. Depois que Gilbert falhou na penúltima vermelha no quarto frame, Williams "limpou" a mesa para vencer e dexiar o placar em 4–0 no intervalo. Gilbert venceu o quinto frame com uma break de 59 e reduziu a diferença para dois frames ao vencer o sexto frame. Williams venceu o sétimo e venceu o oitavo nas coloridas e fechou a vitória por 6–2.
O vencedor do Masters de 2019, Judd Trump, enfrentou o vencedor do Aberto Britânico (British Open) de 2022, Ryan Day. O placar ficou empatado em 3–3 depois que Trump fez um century de 105, o maior break da partida, no sexto frame. Day venceu os próximos dois frames e ficou a um da vitória. No nono frame, Day perdeu a chance de vencer a partida, e Trump aproveitou e levou o frame. Day abriu vantagem no décimo, mas errou uma preto depois de encaçapar a última vermelha, e com o erro, Trump aproveitou e empatou o placar em 5–5. No frame decisivo, Trump encaçapou a última vermelha para vencer a partida por 6–5.

### Quartas de final
As quartas de final foram disputadas em 12 e 13 de janeiro no melhor de 11 frames. Diante de Williams, O'Sullivan começou com um century de 115 e abriu uma vantagem de 3–0, mas não conseguiu manter o ritmo e deixou escapar o dois frames seguintes. O'Sullivan venceu o seguinte e manteve uma vantagem de dois frames (4–2), mas Williams fez 143 pontos no frame sete e umbreak de 90 no frame oito para empatar as pontuações em 4–4. Liderando por 49 pontos (50–1) no nono frame, O'Sullivan errou uma vermelha no bolso do meio e Williams aproveitou a chanece e fez 59 pontos e assumiu a liderança no placar em 5–4. O'Sullivan forçou um frame decisivo com um break de 77 no décimo, mas Williams fechou selou sua vitória por 6–5 com um century de 102. Foi a primeira vitória do galês sobre O'Sullivan desde 2014 e a primeira vez que Williams derrotou O'Sullivan em um evento da Tríplice Coroa desde as semifinais do Campeonato Britânico de 2000..
Vafaei enfrentou Lisowski, com os dois jogadores competindo em suas primeiras quartas de final do Masters. Lisowski fez breaks de 96 e 76 para vencer os dois primeiros frames, mas Vafaei respondeu com breaks de 68 e de 143 para empatar o placar em 2–2. Vafaei venceu o quinto frame, mas Lisowski empatou em 3–3 com uma break de 67. Vafaei liderava no sétimo, mas deixou que Lisowski vencesse o frame. Vafaei venceu o oitavo e empatou o placar novamente em 4–4. No entanto, Lisowski venceu o nono e o décimo e selou sua vitória por 6–4 e avançou para sua segunda semifinal em eventos da Tríplice Coroa, após chegar na mesma fase no Campeonato Britânico de 2022.
Enfrentando Hawkins, Trump venceu uma batalha de segurança na penúltima vermelha para levar o frame de abertura. Hawkins respondeu com um century de 110 para vencer o segundo frame, e também levou o terceiro, antes de Trump empatar o placar com um break de 69. No quinto, Hawkins liderava por 39 pontos, mas permitiu que Trump vencesse o frame com um break de 61. No sexto, Hawkins empatou o placar em 3–3. Hawkins seguiu em frente com uma break de 66 no frame sete, mas Trump empatou o placar novamente com um 143 no oitavo frame, seu maior break de todos os tempos no Masters. Hawkins venceu o nono, mas Trump forçou um frame decisivo com um break de 107 e então fez um break de 81 para vencer a partida por 6–5.
Na última partida das quartas de final, Bingham enfrentou Murphy. Bingham venceu o primeiro frame e, em seguida, fez breaks de 78, 128 e 107 para abrir uma vantagem de 4–0. Bingham venceu o quinto e finalizou o jogo por 6–0 com um break de 65.

### Semifinal
As semifinais foram disputadas em 14 de janeiro no melhor de 11 frames. Na primeira semifinal, Lisowski enfrentou Williams, que abriu uma vantagem de 3–0 no placar. Lisowski liderava no quarto frame, mas deu um tiro de segurança ruim na penúltima vermelha, e Williams venceu o frame para liderar por 4–0. Williams também venceu o quinto frame. Lisowski teve a chance de vencer o sexto nas coloridas, mas Williams selou sua vitória por 6–0.
Na outra semifinal, Bingham enfrentou Trump, que fez breaks de 58 e 87 para vencer os dois primeiros frames. Trump liderou por 38 pontos no terceiro quando perdeu uma vermelha; Bingham aproveitou e fez 93 pontos e venceu o frame. O quarto frame foi vencido por Trump que deixou o placar por 3–1. Trump venceu o quinto e o sexto frame. Ele fez uma break de 58 no sétimo frame antes de perder uma vermelha; Bingham não pode aproveitar e Trump fechou sua vitória por 6–1 nas bolas coloridas.

### Final
A final ocorreu em 15 de janeiro no melhor de 19 frames, disputada em duas sessões, entre o quarto cabeça-de-chave Trump e o sétimo cabeça-de-chave Williams. Trump estava disputando sua segunda final de Masters, enquanto Williams competia em sua quarta. Williams chegou à final pela última vez no evento de 2003, quando conquistou seu segundo título com uma vitória por 10–4 sobre Hendry. Com 47 anos e 300 dias, ele se tornou o finalista mais velho desde Ray Reardon em 1983.
Williams venceu o primeiro frame com um 138 pontos. Trump venceu os quatro próximos frames, fazendo um century de 106 no quarto, para liderar por 4–1. Williams levou os próximos dois frames, fazendo um century 100 no sexto, reduzindo a vantagem de Trump para um. No frame oito, Williams permitiu que Trump fizesse uma break de 89 e deixasse o placar em 5–3 no final da primeira sessão. Na sessão da noite, os dois primeiros frames foram um para cada jogador, até que Williams venceu três frames consecutivos e assumiu a liderança por 7–6. O 14º frame de 57 minutos foi para Trump. Williams fez uma break de 107 no frame 15 para recuperar a liderança em 8–7, mas Trump empatou novamente em 8–8. Trump venceu o 17º frame depois que Williams cometeu um erro de segurança. Trump fez uma break de 126 no frame 18, o quinto century da final, para vencer a partida por 10–8 e conquistar seu segundo título do Masters, tornando-se o 11º jogador a vencer o torneio mais de uma vez.

## Resultados
Os números colocados à esquerda mostram a posição no ranking dos jogadores.
|  | Primeira rodada 8 a 11 de janeiro de 2023 Melhor de 11 frames | Primeira rodada 8 a 11 de janeiro de 2023 Melhor de 11 frames | Primeira rodada 8 a 11 de janeiro de 2023 Melhor de 11 frames |                    |                | Quartas de final 12 e 13 de janeiro de 2023 Melhor de 11 frames | Quartas de final 12 e 13 de janeiro de 2023 Melhor de 11 frames | Quartas de final 12 e 13 de janeiro de 2023 Melhor de 11 frames |  |  | Semifinal 14 de janeiro de 2023 Melhor de 11 frames | Semifinal 14 de janeiro de 2023 Melhor de 11 frames | Semifinal 14 de janeiro de 2023 Melhor de 11 frames |  |  | Final 15 de janeiro de 2023 Melhor de 19 frames | Final 15 de janeiro de 2023 Melhor de 19 frames | Final 15 de janeiro de 2023 Melhor de 19 frames |  |
|  |                                                               |                                                               |                                                               |                    |                |                                                                 |                                                                 |                                                                 |  |  |                                                     |                                                     |                                                     |  |  |                                                 |                                                 |                                                 |  |
|  | 1                                                             | Neil Robertson (AUS)                                          | 040                                                           |                    |                |                                                                 |                                                                 |                                                                 |  |  |                                                     |                                                     |                                                     |  |  |                                                 |                                                 |                                                 |  |
|  | 1                                                             | Neil Robertson (AUS)                                          | 040                                                           |                    |                |                                                                 |                                                                 |                                                                 |  |  |                                                     |                                                     |                                                     |  |  |                                                 |                                                 |                                                 |  |
|  | 0120                                                          | Shaun Murphy (ENG)                                            | 6                                                             |                    |                |                                                                 |                                                                 |                                                                 |  |  |                                                     |                                                     |                                                     |  |  |                                                 |                                                 |                                                 |  |
|  | 0120                                                          | Shaun Murphy (ENG)                                            | 6                                                             |                    | 0120           | Shaun Murphy                                                    | 0                                                               |                                                                 |  |  |                                                     |                                                     |                                                     |  |  |                                                 |                                                 |                                                 |  |
|  |                                                               |                                                               |                                                               |                    | 0120           | Shaun Murphy                                                    | 0                                                               |                                                                 |  |  |                                                     |                                                     |                                                     |  |  |                                                 |                                                 |                                                 |  |
|  |                                                               |                                                               | 14                                                            | Stuart Bingham     | 6              |                                                                 |                                                                 |                                                                 |  |  |                                                     |                                                     |                                                     |  |  |                                                 |                                                 |                                                 |  |
|  | 8                                                             | Kyren Wilson (ENG)                                            | 14                                                            | Stuart Bingham     | 6              | 3                                                               |                                                                 |                                                                 |  |  |                                                     |                                                     |                                                     |  |  |                                                 |                                                 |                                                 |  |
|  | 8                                                             | Kyren Wilson (ENG)                                            |                                                               |                    |                |                                                                 |                                                                 |                                                                 |  |  |                                                     |                                                     |                                                     |  |  |                                                 |                                                 |                                                 |  |
|  | 14                                                            | Stuart Bingham (ENG)                                          | 6                                                             |                    |                |                                                                 |                                                                 |                                                                 |  |  |                                                     |                                                     |                                                     |  |  |                                                 |                                                 |                                                 |  |
|  | 14                                                            | Stuart Bingham (ENG)                                          | 6                                                             |                    | 0140           | Stuart Bingham0                                                 | 010                                                             |                                                                 |  |  |                                                     |                                                     |                                                     |  |  |                                                 |                                                 |                                                 |  |
|  |                                                               |                                                               |                                                               |                    |                |                                                                 |                                                                 |                                                                 |  |  |                                                     |                                                     |                                                     |  |  |                                                 |                                                 |                                                 |  |
|  |                                                               |                                                               | 4                                                             | Judd Trump         | 6              |                                                                 |                                                                 |                                                                 |  |  |                                                     |                                                     |                                                     |  |  |                                                 |                                                 |                                                 |  |
|  | 5                                                             | Mark Allen (NIR)                                              | 4                                                             | Judd Trump         | 6              | 0                                                               |                                                                 |                                                                 |  |  |                                                     |                                                     |                                                     |  |  |                                                 |                                                 |                                                 |  |
|  | 5                                                             | Mark Allen (NIR)                                              |                                                               |                    |                |                                                                 |                                                                 |                                                                 |  |  |                                                     |                                                     |                                                     |  |  |                                                 |                                                 |                                                 |  |
|  | 13                                                            | Barry Hawkins (ENG)                                           | 6                                                             |                    |                |                                                                 |                                                                 |                                                                 |  |  |                                                     |                                                     |                                                     |  |  |                                                 |                                                 |                                                 |  |
|  | 13                                                            | Barry Hawkins (ENG)                                           | 6                                                             |                    | 13             | Barry Hawkins                                                   | 5                                                               |                                                                 |  |  |                                                     |                                                     |                                                     |  |  |                                                 |                                                 |                                                 |  |
|  |                                                               |                                                               |                                                               |                    | 13             | Barry Hawkins                                                   | 5                                                               |                                                                 |  |  |                                                     |                                                     |                                                     |  |  |                                                 |                                                 |                                                 |  |
|  |                                                               |                                                               | 4                                                             | Judd Trump         | 6              |                                                                 |                                                                 |                                                                 |  |  |                                                     |                                                     |                                                     |  |  |                                                 |                                                 |                                                 |  |
|  | 4                                                             | Judd Trump (ENG)                                              | 4                                                             | Judd Trump         | 6              | 6                                                               |                                                                 |                                                                 |  |  |                                                     |                                                     |                                                     |  |  |                                                 |                                                 |                                                 |  |
|  | 4                                                             | Judd Trump (ENG)                                              |                                                               |                    |                |                                                                 |                                                                 |                                                                 |  |  |                                                     |                                                     |                                                     |  |  |                                                 |                                                 |                                                 |  |
|  | 15                                                            | Ryan Day (WAL)                                                | 5                                                             |                    |                |                                                                 |                                                                 |                                                                 |  |  |                                                     |                                                     |                                                     |  |  |                                                 |                                                 |                                                 |  |
|  | 15                                                            | Ryan Day (WAL)                                                | 5                                                             |                    | 040            | Judd Trump                                                      | 0100                                                            |                                                                 |  |  |                                                     |                                                     |                                                     |  |  |                                                 |                                                 |                                                 |  |
|  |                                                               |                                                               |                                                               |                    |                |                                                                 |                                                                 |                                                                 |  |  |                                                     |                                                     |                                                     |  |  |                                                 |                                                 |                                                 |  |
|  |                                                               |                                                               | 7                                                             | Mark Williams0     | 8              |                                                                 |                                                                 |                                                                 |  |  |                                                     |                                                     |                                                     |  |  |                                                 |                                                 |                                                 |  |
|  | 3                                                             | Mark Selby (ENG)                                              | 7                                                             | Mark Williams0     | 8              | 2                                                               |                                                                 |                                                                 |  |  |                                                     |                                                     |                                                     |  |  |                                                 |                                                 |                                                 |  |
|  | 3                                                             | Mark Selby (ENG)                                              |                                                               |                    |                |                                                                 |                                                                 |                                                                 |  |  |                                                     |                                                     |                                                     |  |  |                                                 |                                                 |                                                 |  |
|  |                                                               | Hossein Vafaei (IRN)                                          | 6                                                             |                    |                |                                                                 |                                                                 |                                                                 |  |  |                                                     |                                                     |                                                     |  |  |                                                 |                                                 |                                                 |  |
|  |                                                               | Hossein Vafaei (IRN)                                          | 6                                                             |                    | Hossein Vafaei | 4                                                               |                                                                 |                                                                 |  |  |                                                     |                                                     |                                                     |  |  |                                                 |                                                 |                                                 |  |
|  |                                                               |                                                               |                                                               |                    | Hossein Vafaei | 4                                                               |                                                                 |                                                                 |  |  |                                                     |                                                     |                                                     |  |  |                                                 |                                                 |                                                 |  |
|  |                                                               |                                                               | 10                                                            | Jack Lisowski      | 6              |                                                                 |                                                                 |                                                                 |  |  |                                                     |                                                     |                                                     |  |  |                                                 |                                                 |                                                 |  |
|  | 6                                                             | John Higgins (SCO)                                            | 10                                                            | Jack Lisowski      | 6              | 3                                                               |                                                                 |                                                                 |  |  |                                                     |                                                     |                                                     |  |  |                                                 |                                                 |                                                 |  |
|  | 6                                                             | John Higgins (SCO)                                            |                                                               |                    |                |                                                                 |                                                                 |                                                                 |  |  |                                                     |                                                     |                                                     |  |  |                                                 |                                                 |                                                 |  |
|  | 10                                                            | Jack Lisowski (ENG)                                           | 6                                                             |                    |                |                                                                 |                                                                 |                                                                 |  |  |                                                     |                                                     |                                                     |  |  |                                                 |                                                 |                                                 |  |
|  | 10                                                            | Jack Lisowski (ENG)                                           | 6                                                             |                    | 10             | Jack Lisowski                                                   | 0                                                               |                                                                 |  |  |                                                     |                                                     |                                                     |  |  |                                                 |                                                 |                                                 |  |
|  |                                                               |                                                               |                                                               |                    |                |                                                                 |                                                                 |                                                                 |  |  |                                                     |                                                     |                                                     |  |  |                                                 |                                                 |                                                 |  |
|  |                                                               |                                                               | 7                                                             | Mark Williams      | 6              |                                                                 |                                                                 |                                                                 |  |  |                                                     |                                                     |                                                     |  |  |                                                 |                                                 |                                                 |  |
|  | 7                                                             | Mark Williams (WAL)                                           | 7                                                             | Mark Williams      | 6              | 6                                                               |                                                                 |                                                                 |  |  |                                                     |                                                     |                                                     |  |  |                                                 |                                                 |                                                 |  |
|  | 7                                                             | Mark Williams (WAL)                                           |                                                               |                    |                |                                                                 |                                                                 |                                                                 |  |  |                                                     |                                                     |                                                     |  |  |                                                 |                                                 |                                                 |  |
|  |                                                               | David Gilbert (ENG)                                           | 2                                                             |                    |                |                                                                 |                                                                 |                                                                 |  |  |                                                     |                                                     |                                                     |  |  |                                                 |                                                 |                                                 |  |
|  |                                                               | David Gilbert (ENG)                                           | 2                                                             | 7                  | Mark Williams  | 6                                                               |                                                                 |                                                                 |  |  |                                                     |                                                     |                                                     |  |  |                                                 |                                                 |                                                 |  |
|  |                                                               |                                                               |                                                               | 7                  | Mark Williams  | 6                                                               |                                                                 |                                                                 |  |  |                                                     |                                                     |                                                     |  |  |                                                 |                                                 |                                                 |  |
|  |                                                               |                                                               | 2                                                             | Ronnie O'Sullivan0 | 5              |                                                                 |                                                                 |                                                                 |  |  |                                                     |                                                     |                                                     |  |  |                                                 |                                                 |                                                 |  |
|  | 2                                                             | Ronnie O'Sullivan (ENG)0                                      | 2                                                             | Ronnie O'Sullivan0 | 5              | 6                                                               |                                                                 |                                                                 |  |  |                                                     |                                                     |                                                     |  |  |                                                 |                                                 |                                                 |  |
|  | 2                                                             | Ronnie O'Sullivan (ENG)0                                      |                                                               |                    |                |                                                                 |                                                                 |                                                                 |  |  |                                                     |                                                     |                                                     |  |  |                                                 |                                                 |                                                 |  |
|  | 11                                                            | Luca Brecel (BEL)                                             | 1                                                             |                    |                |                                                                 |                                                                 |                                                                 |  |  |                                                     |                                                     |                                                     |  |  |                                                 |                                                 |                                                 |  |

### Final
| Final: Melhor de 19 frames. Árbitro: Marcel Eckardt Alexandra Palace, Londres, Inglaterra, 15 de janeiro de 2023. |                |                                   |
| Judd Trump (4) · Inglaterra | 10–8           | Mark Williams (7) · País de Gales |
| Sessão 1: 0–138 (138), 106–3 (61), 74–11, 115–6 (106), 73–35 (73), 0–140 (100), 10–97 (60), 93–0 (89) Sessão 2: 8–117 (50), 74–0 (66), 10–80 (80), 8–68 (52), 17–67, 80–46, 0–136 (107), 81–30, 98–40 (59), 126–8 (126) |                |                                   |
| 126 | Maior break    | 138                               |
| 2 | Century breaks | 3                                 |
| 7 | Breaks de 50+  | 7                                 |

## Century breaks
Um total de trinta century breaks foram feitos durante o torneio. Para cada century break realizado no evento, a World Snooker Tour doará 500 libras esterlinas para o Jessie May Children’s Hospice, limitado a um total de 10 mil libras esterlinas.
- 143, 138, 127, 126, 107, 102, 100 – Mark Williams
- 143, 126, 107, 106, 105 – Judd Trump
- 143, 107, 104 – Hossein Vafaei
- 142 – John Higgins
- 134, 115, 104 – Ronnie O'Sullivan
- 128, 127, 109, 107, 102 – Stuart Bingham
- 114, 110 – Barry Hawkins
- 104 – Neil Robertson
- 100 – Luca Brecel
- 100 – Jack Lisowski
- 100 – Shaun Murphy